# Hugyag megállóhely
Hugyag megállóhely a MÁV vasúti megállóhelye a Nógrád vármegyei Hugyag községben. A belterület délnyugati szélénél helyezkedik el, közvetlenül a 22 104-es számú mellékút vasúti keresztezése mellett.

## Vasútvonalak
A megállóhelyet az alábbi vasútvonalak érintik:
- Aszód–Balassagyarmat–Ipolytarnóc-vasútvonal

## Kapcsolódó állomások
A megállóhelyhez az alábbi állomások vannak a legközelebb:
- Őrhalom megállóhely (Aszód–Balassagyarmat–Ipolytarnóc-vasútvonal)
- Szécsény vasútállomás (Aszód–Balassagyarmat–Ipolytarnóc-vasútvonal)

## Forgalom
| Járat | Útvonal | Gyakoriság |
| ----- | --- | ---------- |
| S790  | Ipolytarnóc – Litke – Ráróspuszta – Nógrádszakál – Ludányhalászi – Szécsény – Hugyag – Őrhalom – Balassagyarmat | Napi 4 pár |